# Sahanambohitra
Sahanambohitra est une commune rurale malgache située dans la région de Fitovinany.